# (12647) Pauluspotter
(12647) Pauluspotter est un astéroïde de la ceinture principale.

## Description
(12647) Pauluspotter est un astéroïde de la ceinture principale. Il fut découvert le 30 septembre 1973 à l'observatoire Palomar par Cornelis Johannes van Houten, Ingrid van Houten-Groeneveld et Tom Gehrels. Il présente une orbite caractérisée par un demi-grand axe de 2,97 UA, une excentricité de 0,05 et une inclinaison de 10,0° par rapport à l'écliptique.

## Étymologie
Cet astéroïde est nommé en l'honneur du peintre Paulus Potter.